# بيل غرين
بيل غرين (بالإنجليزية: Bill Green)‏ (22 ديسمبر 1950 بنيوكاسل أبون تاين في المملكة المتحدة - 21 أغسطس 2017) هو مدرب كرة قدم ولاعب كرة قدم بريطاني في مركز قلب الدفاع. لعب مع نادي بيتربورو يونايتد ونادي تشيسترفيلد ونادي دونكاستر روفرز ونادي كارلايل يونايتد ونادي هارتلبول يونايتد ووست هام يونايتد.

## وصلات خارجية
- بيل غرين على موقع قاعدة بيانات كرة القدم.إي يو (الإنجليزية)
- بيل غرين على موقع Soccerbase.com (مدرب) (الإنجليزية)